# Somálská kuchyně

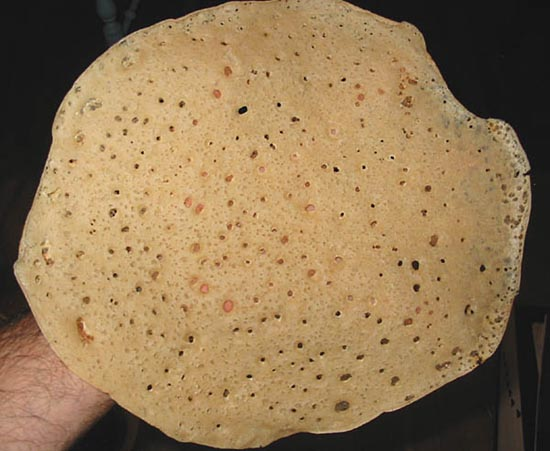
Canjeero, somálský chléb

Somálská kuchyně (somálsky Cunto Soomaali) je národní kuchyně Somálska. Míchají se v ní vlivy arabské, etiopské, jemenské, turecké, indické, italské a východoafrické kuchyně.

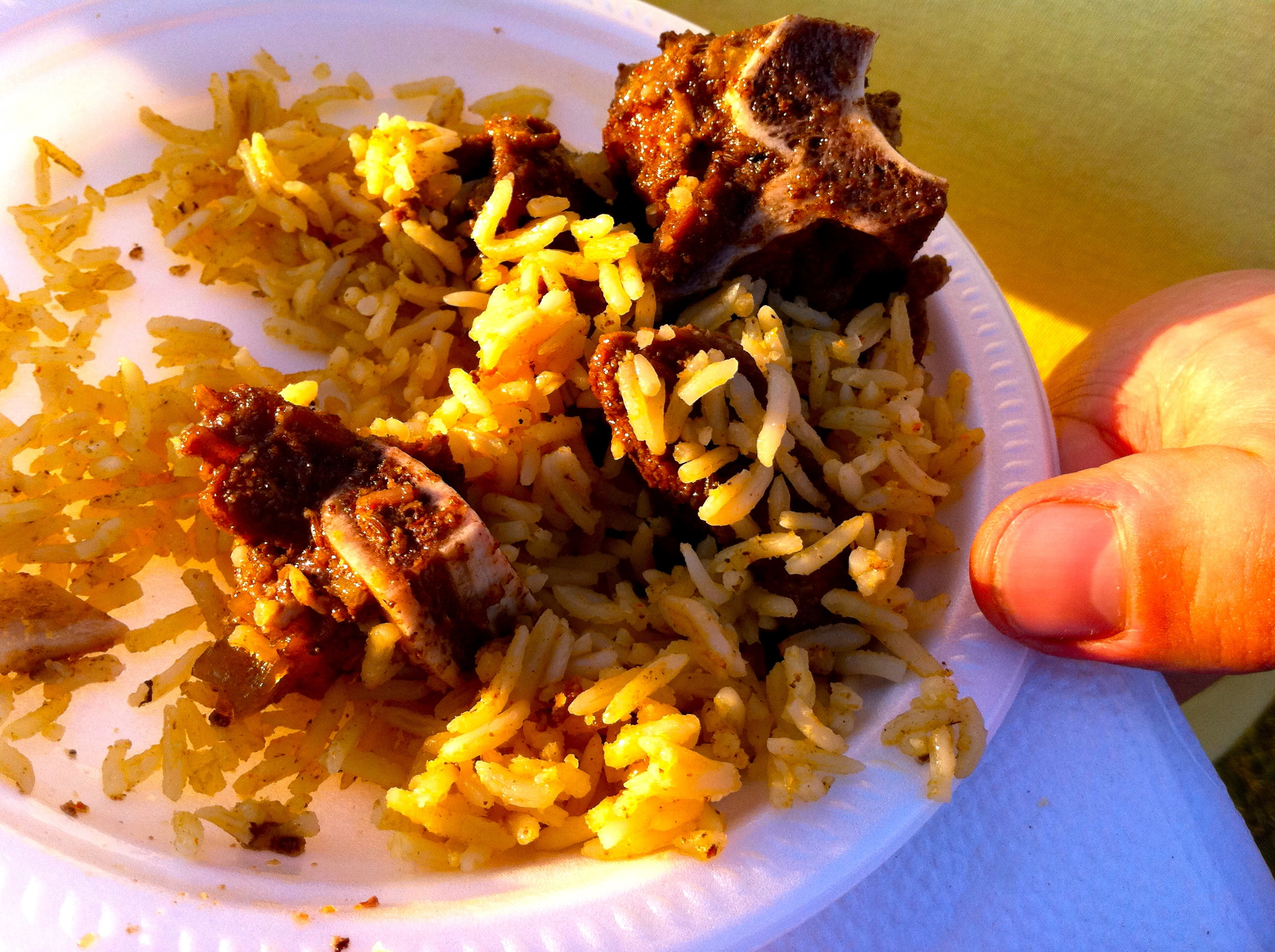
Velbloudí maso s rýží

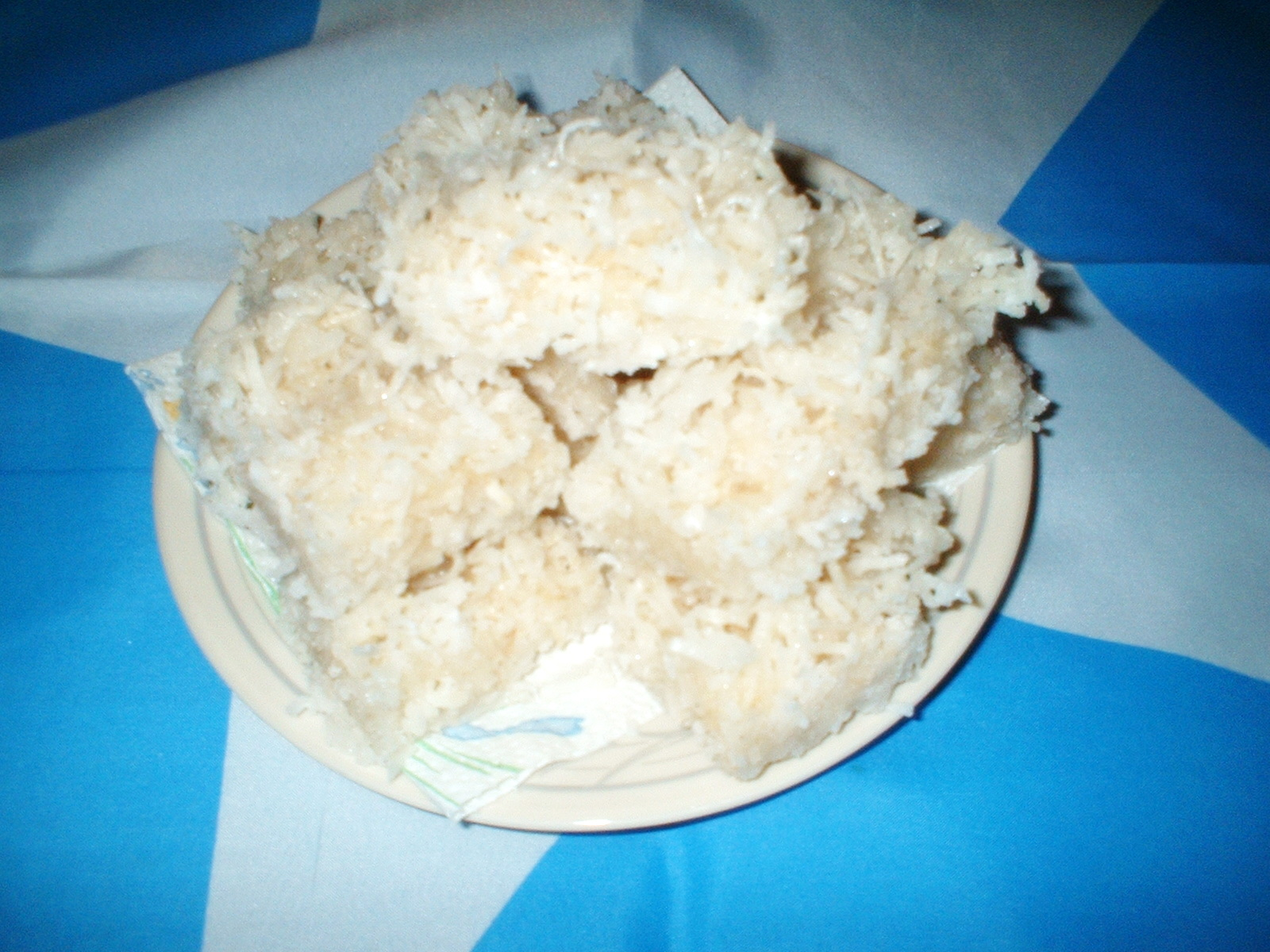
Gashaato, tradiční kokosový dezert, položený na somálské vlajce.

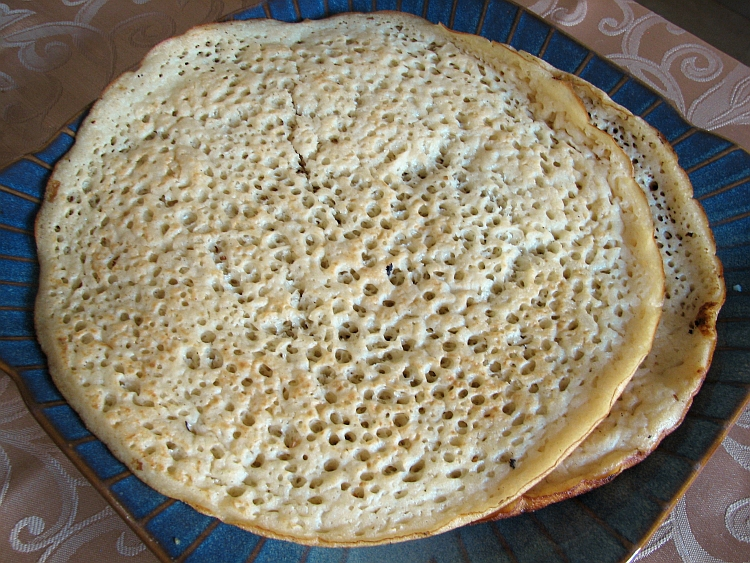
Laxoox

## Tradiční somálská jídla
- Haleeb shai, jemenský mléčný čaj, rozšířený především v severním Somálsku. Skládá se z černého čaje a kondenzovaného mléka, často se přidává cukr a koření.
- Canjeero, tradiční chléb podobný palačince nebo etiopské indžeře. Podává se na mnoho způsobů (například s ghí s cukrem, s játry, s masem atd.).
- Oodkac (též muqmad), jerky (sušené maso) v ghí.
- Lahoh (somálsky laxoox), somálská palačinka. Často se podává s medem a ghí (zapíjí se čajem). Při obědě se podává jako příloha k jídlu.
- Sabaayad (též kibis), placka podobná lahohu nebo indžeře.
- Polenta (mishaari)
- Kaše (boorash), podávaná s máslem nebo cukrem (jí se hlavně v oblasti Mogadiša).
- Malawax, sladká verze canjeera.
- Roti, tradiční severosomálská placka.
- Špagety
- Velbloudí maso s rýží.
- Iskudhexkaris, tradiční jídlo jižního Somálska. Jedná se o hrnec rýže, zeleniny a masa.
- Těstoviny (baasto)
- Rooti iyo xalwo, plátky chleba podávané s želatinovou cukrovinkou (chalvou).
- Cambuulo, tradiční somálské fazole azuki.
- Sambusa, somálská verze samosy.
- Kebab (kabaab), jí se v jižním Somálsku.
- Indžera
- Xalwo, cukrovinko podobná chalvě, jí se při slavnostních příležitostech.
- Gashaato (též Kashaato nebo Qumbe) cukrovinka z kokosu, cukru a kardamonu.
- Lows iyo sisin, cukrovinka oblíbená v jižním Somálsku. Jedná se o směs arašídů a sezamu v karamelu.
- Jalaato, ovocný nanuk.
- Buskut, různé druhy sušenek.
- Doolshe, různé druhy dortů.
- Icun, cukrovinka oblíbená v jižním Somálsku. Jedná se o směs cukru, mouky a oleje.
- Basbousa, dort, nejčastěji z krupice. Bývá namočený v sirupu.
- Isbarmuunto, limonáda.
- Káva
- Čaj